# Marek Iwańczuk
Marek Iwańczuk, ps. Markus (ur. 21 marca 1962, zm. 4 maja 2023) – polski muzyk, współzałożyciel, basista i wokalista pierwszego składu formacji punkowej The Boors, który następnie przekształcił się w zespół Kryzys. Na początku XXI wieku był wokalistą i basistą zespołu Che!.
Na składance Piotra Kaczkowskiego Minimax pl 2 z 2004 znalazła się piosenka Alexandra nagrana przez zespół Che!. Za stworzenie piosenki i partie wokalne odpowiadają Paweł Sulik i Marek Iwańczuk, który grał w niej także na basie. Pochowany na cmentarzu Bródnowskim w Warszawie (kwatera 53L-1-22).